# Astyanax scintillans

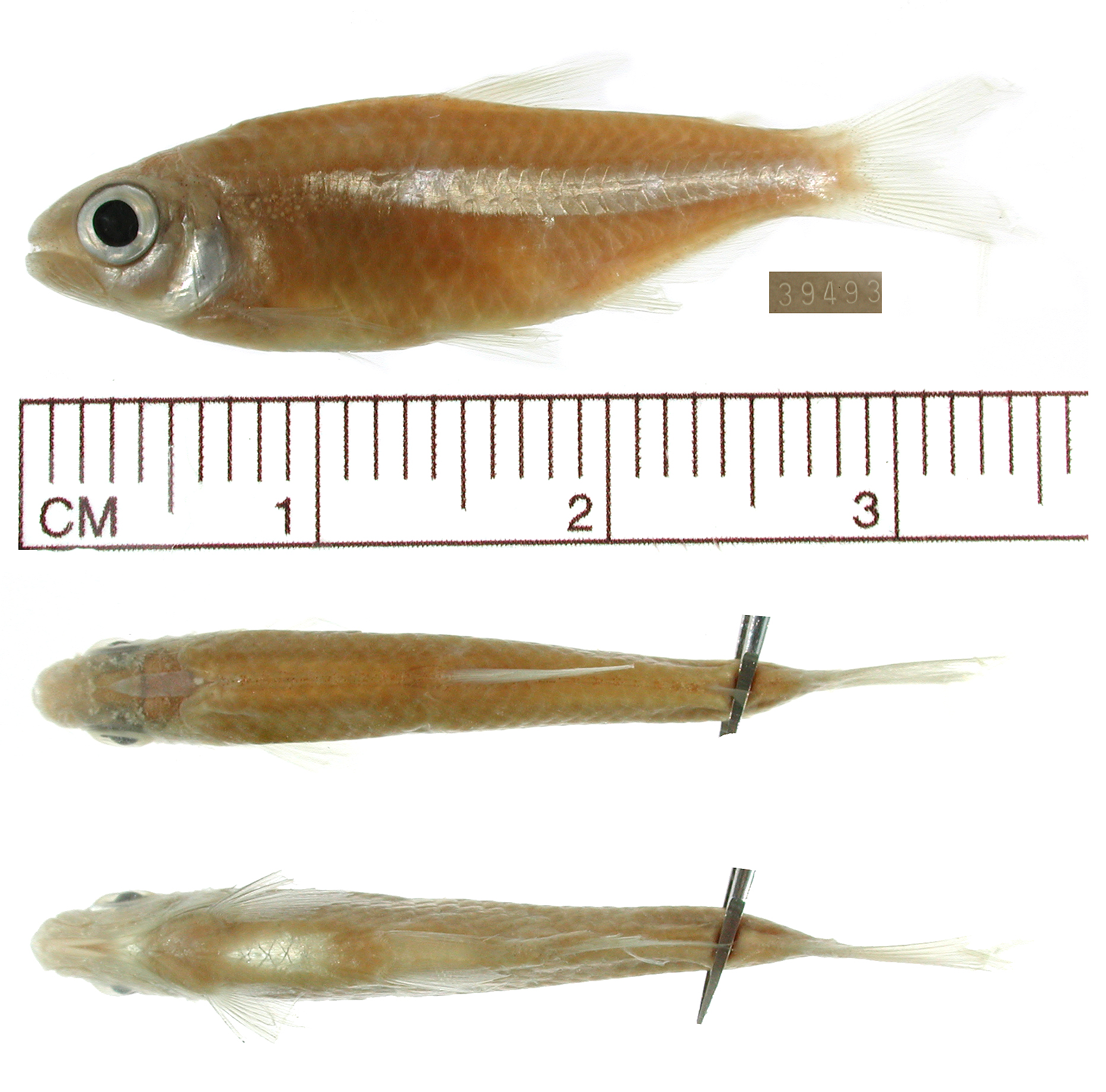

Astyanax scintillans är en fiskart som beskrevs av Myers 1928. Astyanax scintillans ingår i släktet Astyanax och familjen Characidae. Inga underarter finns listade.